# الدوري الجنوبي لكرة القدم 1936–37
الدوري الجنوبي لكرة القدم 1936–37 (بالإنجليزية: 1936–37 Southern Football League)‏ هو موسم من الدوري الجنوبي الممتاز. فاز فيه إيبسويتش تاون.